# Севастьяновцы (Кировская область)
Севастьяновцы — деревня в Унинском районе Кировской области.

## География
Располагается на расстоянии менее 1 км на юго-запад от райцентра поселка Уни.

## История
Известна с 1802 года как починок Над Талым Ключем под названием Аристарха Перескокова с 9 дворами. В 1873 году здесь (деревня Севастьяновцы) отмечено дворов 24 и жителей 156, в 1905 46 и 237, в 1926 41 и 209, в 1950 33 и 129, в 1989 году здесь проживало 69 человек. В советское время работал колхоз «Светлый луч». До 2021 года входила в состав Унинского городского поселения до его упразднения.

## Население
Постоянное население  составляло 48 человек (русские 98%) в 2002 году, 37 в 2010.